# عمر خیام (فیلم)
عمر خیام (Omar Khayyam) (نام‌های دیگر فیلم: زندگی، عشق و ماجراهای عمر خیام و عشق عمر خیام) فیلمی آمریکایی است که به کارگردانی ویلیام دیترله، کارگردان آلمانی در سال ۱۹۵۶ ساخته شده‌است و در سال ۱۹۵۷ به اکران درآمد.
این فیلم در مورد زندگی عمر خیام، ریاضیدان و شاعر ایرانی سده یازده میلادی است. از آنجا که جزئیات زندگی خیام چندان شناخته شده نیست در این فیلم ماجراهایی خیالی برای زندگی او تصور شده و در میان این ماجراها دستاوردهای علمی و ادبی واقعی او، همچون ابداع گاه‌شمار تازه و سرودن چامه‌های معروف نیز گنجانده شده‌است.
در این فیلم، عمر خیام با دختر پادشاه وقت مهرورزی می‌کند و دسیسه فرقه حسن صباح برای کشتن پسر پادشاه را خنثی می‌سازد.
نقش عمر خیام در این فیلم بر عهده کورنل وایلد است و در این فیلم مایکل رنی، در نقش حسن صباح و خواننده معروف ایما سومک در نقش «کارینا» ظاهر می‌شوند.